# Бофой, Саймон
Саймон Бофой (англ. Simon Beaufoy; род. 26 декабря 1966) — британский сценарист. Он родился в Китли, учился в Малсиской школе в Кросс-Хиллзе, в Эрмистедской гимназии и школе Седберга. В 1997 году он получил номинацию на премию «Оскар» за лучший оригинальный сценарий к фильму «Мужской стриптиз». А в 2009 году он выиграл премию «Оскар» за лучший адаптированный сценарий к фильму «Миллионер из трущоб», также выиграв премии «Золотой глобус» и «BAFTA».
Совсем недавно Бофой закончил адаптировать «Дневники голодной акулы» Стивена Холла, «Ловлю лосося в Йемене» Пола Тордэя, и новую адаптацию «Мужского стриптиза» в виде пьесы.
В марте 2014 года Spanner Films объявило, что Бофой будет одним из сценаристов «Тайных», телевизионной драмы о секретных полицейских, которые шпионили за активистами, и о женщинах, которые неосознанно имели долгосрочные отношения и даже о детях со шпионами.

## Фильмография
- Мужской стриптиз / The Full Monty (1997)
- Английский цирюльник / Blow Dry (2001)
- Мисс Петтигрю живёт одним днём / Miss Pettigrew Lives for a Day (2008)
- Миллионер из трущоб / Slumdog Millionaire (2008) («Золотой глобус» за лучший сценарий, «Оскар» за лучший адаптированный сценарий и «BAFTA» за лучший адаптированный сценарий)
- 127 часов / 127 Hours (2010)
- Рыба моей мечты / Salmon Fishing in the Yemen (2011)
- Голодные игры: И вспыхнет пламя / The Hunger Games: Catching Fire (2013)
- Эверест / Everest (2015)[6]
- Битва полов / Battle of the Sexes (2017)